# 互助论：进化的一个要素
《互助论：进化的一个要素》是俄國自然主义、无政府主义哲学家彼得·阿列克谢耶维奇·克鲁泡特金於1902年推出的人类学论文集。該些论文最初在1890年至1896年期間於英国学术期刊《19世纪》上發表，當中探讨了互利合作和互惠（或互助）對动物界和人类社会的影響。它既反对强调竞争和適者生存的社会达尔文主义理论，又反对让-雅克·卢梭等人认为協作是受博爱驅使的觀點。克鲁泡特金认为，互助有助於人类和动物群体的生存，并跟良知一起在自然选择的過程中得以保存。
《互助论》為無政府共產主義的基石。它为共产主义提供了历史唯物论以外的科学依据。克鲁泡特金认为，在动物界，土著社会，欧洲早期社会，中世纪的帝国自由城市（特别是在行會中），19世纪末的乡村、劳工运动和贫民中，互助行為皆有「促進社会繁荣，增加存活機會」的作用。克鲁泡特金批评国家通过强加私有财产等方法破坏历史上重要的互助机制。
许多生物学家认为《互助论》推动了对合作这一行为的科学研究。

## 评价
丹尼尔·菲利普·托德斯在其关于19世纪俄国自然主义的论述中寫道，克鲁泡特金的研究“不能视为无政府主义者涉足生物学界的怪誕产物”，他“只是表達出俄国早期进化思想学派的觀點。这些思想的影響不分左右，实际上也使得他寫出这本书”。
克鲁泡特金强调了「个体之间为争夺有限资源而进行的竞争性斗争」与「生物群体与环境之间的斗争」之区别。他親身前往西伯利亚和东北亚，在那观察一番後，得出結論——认为动物种群并不受食物短缺所苦，恶劣天气的影響反而更大。例如，捕食性鸟类可能通过互相偷取食物进行竞争，而候鸟则在长途迁徙合作，以度过严冬。克鲁泡特金并不否认動物會進行斗争，但认为与之对应的合作没有得到充分的重视：“我们固然可以看见异种动物间战争次数极多，但同时又能看到同种动物间互助，互持，互卫的现象。可知社会性和斗争性皆是自然法则”。
克鲁泡特金在书中对生物学的描述与当代的理解基本一致。史蒂芬·古爾德很欣赏克鲁泡特金的观察，他指出，如果合作能增加个体的生存機會，那麼自然选择就會把這種特質保留，不會将其淘汰。克鲁泡特金的部分思想现在得到生物学界公认——他們觀察到互利共生（两种物種的互利关系）和利他主义（一种生物协助另一种生物）在动物界所起的重要作用。道格拉斯·鲍彻认为《互助论》是利他主义生物学理论的先驱。

## 版本

### 英文版
- 1955 paperback (reprinted 2005), includes Kropotkin's 1914 preface, Foreword and Bibliography by Ashley Montagu, and The Struggle for Existence, by Thomas H. Huxley. Boston: Extending Horizons Books, Porter Sargent Publishers. ISBN 0-87558-024-6.

- 2009 paperback. London: Freedom Press. ISBN 1-90449-110-3.

### 中文版
- 彼得·克鲁泡特金; 巴金(校). . 由朱洗翻译 1. 平明书店. 1939.
- 彼得·克鲁泡特金. . 由李平沤翻译 1. 北京: 商务印书馆. 1963-03. ISBN 9787100023924.